# クレイ郡 (ミズーリ州)
クレイ郡（英: Clay County）は、アメリカ合衆国ミズーリ州の北西部、ミズーリ川の北岸に位置する郡である。人口は25万3335人（2020年）。郡庁所在地はリバティである。またカンザスシティの小部分が入っている。クレイ郡は1822年1月2日に組織化され、郡名はケンタッキー州選出アメリカ合衆国下院議員のヘンリー・クレイに因んで名付けられた。クレイは後にアメリカ合衆国上院議員とアメリカ合衆国国務長官を務めた。
クレイ郡はカンザスシティ都市圏に属しており、カンザスシティ市北部の郊外都市が多く入っている。

## 歴史
クレイ郡は主にケンタッキー州、テネシー州、バージニア州といったアップランドサウスと呼ばれる地域から移住してきた開拓者が入った。彼等は奴隷と共にその制度をこの地域に持ち込み、直ぐにテネシー州中部やケンタッキー州で栽培していた麻やタバコの栽培を始めた。州の中央部、ミズーリ川の南北両岸に南部人が多く入った開拓地の一つである。その文化や伝統を持ち込んだのでリトル・ディキシーと呼ばれるようになった。1860年の郡人口のうち25%以上が奴隷だった。南北戦争の間、住民は概して南軍を支持しており、戦争が終わった後も長い間、郡庁舎の上にアメリカ連合国の旗が掲げられていた。
1833年11月、多くのモルモン教徒がクレイ郡を逃げ場にした。1836年、暴徒がモルモン教徒を郡から追い出した。ジョセフ・スミス・ジュニアなど教会の指導者達は数ヶ月間郡内リバティ市の監獄に収監されていた。2012年5月、末日聖徒イエス・キリスト教会はこのリバティ監獄から6マイル (10 km) 南西、カンザスシティ市サーシークリーク・パークウェイ7001に、寺院を開所した。

## 地理
アメリカ合衆国国勢調査局に拠れば、郡域全面積は408.86平方マイル (1,058.9 km2)であり、このうち陸地396.35平方マイル (1,026.5 km2)、水域は12.52平方マイル (32.4 km2)で水域率は3.06%である。

### 主要高規格道路
| - 州間高速道路29号線 - 州間高速道路35号線 - 州間高速道路435号線 - アメリカ国道69号線 - アメリカ国道71号線 - アメリカ国道169号線 | - ミズーリ州道1号線 - ミズーリ州道9号線 - ミズーリ州道10号線 - ミズーリ州道33号線 - ミズーリ州道92号線 - ミズーリ州道152号線 - ミズーリ州道210号線 - ミズーリ州道291号線 |

### ミッドウェスト・ナショナル・エアセンター
クレイ郡はエクセルシアスプリングス市でミッドウェスト・ナショナル・エアセンターを所有し、運営している。

### 隣接する郡
- クリントン郡 - 北
- レイ郡 - 東
- ジャクソン郡 - 南
- ワイアンドット郡 (カンザス州) - 南西
- プラット郡 - 西

## 人口動態
以下は2010年国勢調査による人口統計データである。
| 基礎データ - 人口: 221,939人 - 世帯数: 72,558 世帯 - 家族数: 50,137 家族 - 人口密度: 216人/km2（558人/mi2） - 住居数: 93,918軒 - 住居密度: 91軒/km2（236軒/mi2） 人種別人口構成 - 白人: 87.46% - アフリカン・アメリカン: 5.18% - ネイティブ・アメリカン: 0.53% - アジア人: 2.05% - 太平洋諸島系: 0.26% - その他の人種: 1.77% - 混血: 2.75% - ヒスパニック・ラテン系: 5.90% 先祖による構成 - ドイツ系：23.3% - アメリカ人：14.5% - イギリス系：11.0% - アイルランド系：10.8% - イタリア系：5.5% 年齢別人口構成 - 18歳未満: 25.8% - 18-24歳: 8.7% - 25-44歳: 32.3% - 45-64歳: 22.3% - 65歳以上: 10.8% - 年齢の中央値: 35歳 - 性比（女性100人あたり男性の人口） - 総人口: 94.6 - 18歳以上: 91.8 | 世帯と家族（対世帯数） - 18歳未満の子供がいる: 33.8% - 結婚・同居している夫婦: 55.4% - 未婚・離婚・死別女性が世帯主: 10.2% - 非家族世帯: 30.9% - 単身世帯: 25.2% - 65歳以上の老人1人暮らし: 7.4% - 平均構成人数 - 世帯: 2.50人 - 家族: 3.00人 収入と家計 - 収入の中央値 - 世帯: 48,347米ドル - 家族: 56,772米ドル - 性別 - 男性: 40,148米ドル - 女性: 27,681米ドル - 人口1人あたり収入: 23,144米ドル - 貧困線以下 - 対人口: 5.5% - 対家族数: 3.8% - 18歳未満: 6.4% - 65歳以上: 5.5% |

## 著名な出身者
- フランク・ジェイムズ、ジェシーの兄、1843年クレイ郡生まれ
- ジェシー・ジェイムズ、アメリカ西部開拓時代のガンマン、無法者、1847年クレイ郡生まれ

## 都市と町
| - リバティ - 郡庁所在地 - エイボンデール - バーミンガム - クレイコモ - エクトンビル - エクセルシアエステイツ - エクセルシアスプリングス - グラッドストーン - グレネア - ホルト - カンザスシティ（部分） - カーニー - ローソン | - ミズーリシティ - モスビー - ノースカンザスシティ - オークス - オークビュー - オークウッド - オークウッドパーク - プレザントバレー - プラサーズビル - ランドルフ - スミスビル - シュガークリーク |

## 教育
郡内の高等教育機関としては、次のものがある。
- ウィリアム・ジュウェル・カレッジ、リバティ市、私立4年制バプテスト教会の大学[7]

## 政治

### 地方
クレイ郡の地方レベルでは民主党が大半の政治を支配しており、郡の選挙で選ばれる役職は6人を除いて独占している。

### 国政

#### 2008年大統領予備選挙
2008年の大統領予備選挙で、クレイ郡は共和党のミット・ロムニーと民主党のヒラリー・クリントンを選んだ。民主党の予備選挙ではヒラリー・クリントンが1位となり、さらに共和党予備選挙で各候補に投じられた票数の2倍以上を獲得した。